# Sufajna
Sufajna (arab. صفينة) – wieś w Syrii, w muhafazie Hama. W 2004 roku liczyła 433 mieszkańców.